# Trận Điền Xá
Trận phục kích đoàn xe quân sự của Pháp ở Điền Xá là trận đánh mở đầu cho chiến dịch Đông Bắc II, được mở ra nhằm mục đích phối hợp với chiến dịch Cao-Bắc-Lạng.

## Tổng quan

### Địa hình nơi xảy ra trận đánh
Tiên Yên là đầu mối giao thông quan trọng, cửa ngõ của cả vùng, được xem là "ngã ba biên giới", "thủ phủ" miền Tây của tỉnh Hải Ninh. Đường 331 đi Bình Liêu và Hoành Mô, dài trên 50 km. Đường số 4 nối từ Cao Bằng – Lạng Sơn, có nhánh nối sang Hà Bắc, qua Tiên Yên ra cảng Mũi Chùa. Tiên Yên lại là điểm giữa của đường 18A đoạn Hồng Gai đi Móng Cái. Tiên Yên có bến tàu thủy vận chuyển hàng hóa đi Cửa Ông, Cẩm Phả, Hải Phòng. Huyện có 40 km bờ biển, có nhiều cửa sông, vịnh kín, có giá trị lớn về quốc phòng.
Với đặc điểm địa hình trên, huyện Tiên Yên thực sự là một vùng đất có vị trí chiến lược quan trọng. Trong chiến tranh Việt-Pháp, Tiên Yên là địa bàn tranh chấp phức tạp. Trước đó, Pháp đã lập ra ở đây một nhà tù, và một căn cứ quân sự lớn. Năm 1945, khi quay trở lại Đông Dương, Pháp đã nhanh chóng chiếm đóng lại Tiên Yên.
Điền Xá là một xã miền núi thuộc huyện Tiên Yên, tỉnh Hải Ninh. Xã cách trung tâm huyện Tiên Yên khoảng 15 km về phía Tây Bắc. Địa hình của xã là những đồi núi trập trùng và rừng rậm, ngọn núi cao nhất của xã là ngọn Điền Xá cao 364,5m. Xã có đường số 4 chạy qua, nối huyện Tiên Yên với huyện Đình Lập (Lạng Sơn) và có sông Phố Cũ xuôi về thị trấn và hợp lưu với sông Tiên Yên.

### Bối cảnh
Sau Chiến dịch Đông Bắc lần thứ nhất (tháng 10-1948) vùng tự do được mở rộng, cơ sở kháng chiến của Việt Minh được củng cố vững chắc hơn, lực lượng quân đội đã trưởng thành và lớn mạnh vượt bậc.
Kế hoạch của Pháp là sử dụng Đông Bắc và Tây Bắc – Bắc Bộ thành Hành lang Đông Tây bị thất bại. Do đó, bước sang năm 1949, nhiệm vụ phong toả biên giới là một việc hết sức quan trọng, nhằm ngăn chặn sự liên hệ của lực lượng cách mạng Việt Nam với phong trào Cộng sản Quốc tế. Vì thế, vào thời gian này, quân Pháp tích cực phòng thủ miền duyên hải, bằng cách củng cố và tăng cường các vị trí đóng quân, xây dựng công sự, thường xuyên tuần tra chặt chẽ, đặc biệt là trên mặt biển.
Ở đặc khu Hòn Gai, từ 17 đồn bốt (năm 1948) Pháp đã xây thêm, nâng tổng số đồn lên 31 với 1.000 quân của 4 đơn vị chiến đấu, thường xuyên mở các cuộc càn quét vào làng ven thị để thiết lập hành lang an toàn bảo vệ cho Khu mỏ.
Ở Hải Ninh, quân Pháp đóng 24 vị trí, ở một số vị trí lẻ như Đường Hoa, Đông Ngũ, Cốc Lỷ rút quân Âu Phi về các vị trí chính, thay vào đó là lính dõng canh gác và giao cho địa phương phải nuôi. Trong tháng 1-1949, quân Pháp đã càn 5 lần vào Bình Liêu, Hà Cối, Vạn Ninh, Bình Ngọc, Xuân Lan, Vĩnh Thực, Cái Chiên, Đồng Khuy, Khe Phít, Khe Đài, Đình Đại.
Song song với củng cố quân sự, Pháp tăng cường các hoạt động chính trị. Lợi dụng tình hình kinh tế khó khăn, Pháp tổ chức bán gạo, muối, đường, sữa gây tâm lý xấu cho dân địa phương về Việt Minh; lôi kéo cha cố và một số thanh niên công giáo lập "đội nghĩa dũng binh", để bảo vệ bọn hội tề thiên chúa giáo, chống lại Việt Minh.
Cuối tháng 2 năm 1949 Hội nghị Ban chấp hành Đảng bộ Liên khu I đã họp để bàn những nhiệm vụ công tác lớn trong năm 1949. Hội nghị đã xác định nhiệm vụ công tác lớn trong năm 1949 là phát triển chiến tranh du kích rộng rãi, đẩy mạnh vận động chiến tới trình độ cao, chuyển mặt trận chính của ta về hậu phương địch, thiết lập nhiều vùng tự do ngay trong lòng địch.
Thực hiện nghị quyết của Hội nghị BCH Đảng bộ Liên khu, Bộ chỉ huy Liên khu I quyết định mở một đợt phản công lớn trên phạm vi rộng từ Bắc Cạn, Cao Bằng, Lạng Sơn đến Quảng Yên, Móng Cái, nhằm tiêu hao, tiêu diệt địch, làm tê liệt giao thông, uy hiếp, cô lập, tiến tới bức địch rút khỏi một số vị trí mà chúng đang chiếm đóng, phát triển phong trào chiến tranh du kích.
Tháng 3 năm 1949, Trung ương quyết định mở chiến dịch Đông Bắc II. Giao nhiệm vụ của tỉnh Hải Ninh, đặc khu Hòn Gai và Quảng Yên là: "Phối hợp với mặt trận đường số 4 và chiến trường toàn quốc, phát triển và củng cố cơ sở Đông Bắc. Đánh phục kích lớn, tiêu diệt tiếp tế và tiếp viện, phá hoại triệt để đường 13, đường số 4, phô trương thanh thế, nghi binh, lợi dụng, lôi kéo làm tan rã nguỵ binh. Phát triển cơ sở ở Hải Ninh, Quảng Yên, Hòn Gai, tìm đường thông sang biên giới".
Đầu tháng 3 năm 1949, công tác chuẩn bị của Việt Minh đã xong. Để đánh lạc hướng phán đoán của Pháp, giành thế bất ngờ cho hướng chính, các đơn vị tham gia chiến dịch Đông Bắc được lệnh đánh trước, tiến công trên đường số 4, đồng thời tiến hành nghi binh ở hướng Đông Triều, Phả Lại thuộc tỉnh Quảng Yên.
Trận mở màn cho chiến dịch Đông Bắc là trận phục kích đoàn xe quân sự của địch ở Khe Mồ - Điền Xá ngày ngày 4 tháng 3 năm 1949.

## Lực lượng
Lực lượng tham gia trận đánh này là:
- Tiểu đoàn 215, Trung đoàn 98.
- Tiểu đoàn 426, Trung đoàn 59.

Lực lượng của Việt Minh được bố trí dọc theo hai bên đường số 4 đoạn Khe Mò - Điền Xá, được bố trí cách mặt đường từ 80 đến 150 m.
Tiểu đoàn 215 có nhiệm vụ đánh chặn đầu và chính diện bên phải đội hình của quân Pháp. Tiểu đoàn 426 có nhiệm vụ đánh khoá đuôi và chính diện bên phải đội hình quân Pháp. Khi quân đối phương lọt vào trận địa phục kích thì đồng loạt nổ súng chia cắt đội hình để tiêu diệt. Bộ đội tổ chức đào các hầm hào, công sự ẩn nấp ngụy trang, bí mật phục kích chờ quân Pháp đến để nổ súng.
Nhân dân địa phương và đồng bào người Thanh Phán ở Châu Sơn – Bắc Lãng đã che giấu bộ đội, tiếp tế hậu cần và dẫn đường, cung cấp tin tức cho Việt Minh.

## Diễn biến
Khoảng 7 giờ ngày 4 tháng 3 năm 1949, một đoàn xe vận tải quân sự của Pháp bao gồm 30 chiếc, chở một Tiểu đoàn lính lê dương đi thay phiên cho quân lính ở Lạng Sơn. Khi đoàn xe từ Tiên Yên đi Đình Lập tới Khe Mồ - Điền Xá (cách Tiên Yên 15 km) thì lọt vào trận địa phục kích của Quân đội quốc gia Việt Nam của Việt Minh. Lập tức quân Việt Minh được lệnh nổ súng, chặn đầu, khoá đuôi, đồng loạt xung phong chia cắt đội hình đoàn xe.
Bị đánh bất ngờ, quân Pháp lúng túng cho đoàn xe dừng lại, binh lính nhanh chóng xuống xe tìm cách chống cự. Ngay từ loạt đạn đầu đã có nhiều lính Pháp bị tiêu diệt. Một số không kịp trở tay chống cự, chạy xuống khe vực ẩn nấp. Số lính tụt xuống đường chống cự lại đều bị Việt Minh tiêu diệt gần hết.
Trận đánh diễn ra ác liệt. Sau 30 phút chiến đấu, quân Việt Minh hoàn toàn làm chủ trận địa và giành được thắng lợi hoàn toàn.
Lát sau, một đoàn xe khác của Pháp 10 chiếc chở lính từ Tiên Yên kéo tới tăng viện. Bộ phận khoá đuôi (có súng 12 li 7) tổ chức ngăn chặn. Quân Pháp không dám xung phong, rút về Tiên Yên.

## Kết quả
Quân Việt Minh diệt 125 địch, bắt sống 25 trong đó có quan hai-chỉ huy đoàn xe, phá 16 xe vận tải quân sự. Phương tiện chiến tranh thu được là 68 súng các loại, 2 máy vô tuyến điện, 10 bình ắc-quy, 1 rađiô.

## Kinh nghiệm
Sau chiến thắng giòn giã này, Đại tướng Võ Nguyên Giáp đã gửi điện khen ngợi đơn vị: "Tôi đã được tin thắng lợi của quân ta trong trận tiêu diệt địch ở Điền Xá (Tiên Yên). Tôi có lời khen ngợi chiến công mùa Xuân của các đồng chí. Các đồng chí hãy cố gắng hơn nữa".
Trận Điền Xá đã phá thế an toàn của quân Pháp ở tuyến đường số 4 và gây dựng được lòng tin cho dân trong vùng. Tạo nguồn cổ vũ, thế chủ động, tăng thêm niềm tin cho bộ đội Việt Minh trong chiến dịch Đông Bắc II.